# Susen Tiedtke
Susen Tiedtke (ur. 23 stycznia 1969 w Berlinie) – niemiecka lekkoatletka specjalizująca się w skoku w dal, dwukrotna uczestniczka letnich igrzysk olimpijskich (Barcelona 1992, Sydney 2000). W czasie swojej kariery występowała również pod nazwiskiem Tiedtke-Greene, będąc wówczas żoną amerykańskiego lekkoatlety, Joe Greene’a. W 2005 r. wyszła za mąż za niemieckiego tenisistę Hendrika Dreekmanna (od 2008 r. w separacji).

## Sukcesy sportowe
- sześciokrotna medalistka mistrzostw Niemiec w skoku w dal: dwukrotnie złota (1997, 1997) oraz czterokrotnie srebrna (1991, 1998, 1999, 2000)[1]
- siedmiokrotna medalistka halowych mistrzostw Niemiec w skoku w dal: czterokrotnie srebrna (1992, 1993, 1995, 1999) oraz trzykrotnie brązowa (1991, 2002, 2004)[2]

| Rok  | Miasto     | Zawody                      | Konkurencja | Wynik         |
| ---- | ---------- | --------------------------- | ----------- | ------------- |
| 1987 | Birmingham | Mistrzostwa Europy juniorów | skok w dal  | brązowy medal |
| 1991 | Tokio      | Mistrzostwa świata          | skok w dal  | 5. miejsce    |
| 1992 | Barcelona  | Igrzyska olimpijskie        | skok w dal  | 8. miejsce    |
| 1993 | Toronto    | Halowe mistrzostwa świata   | skok w dal  | srebrny medal |
| 1995 | Barcelona  | Halowe mistrzostwa świata   | skok w dal  | brązowy medal |
| 1997 | Ateny      | Mistrzostwa świata          | skok w dal  | 6. miejsce    |
| 1998 | Budapeszt  | Mistrzostwa Europy          | skok w dal  | 8. miejsce    |
| 1999 | Sewilla    | Mistrzostwa świata          | skok w dal  | 7. miejsce    |
| 2000 | Sydney     | Igrzyska olimpijskie        | skok w dal  | 5. miejsce    |

## Rekordy życiowe
- skok w dal – 7,00 – Seul 18/08/1991
- skok w dal (hala) – 6,90 – Barcelona 12/03/1995
- trójskok – 12,61 – Dessau 04/06/2004